# Kleine korstmostrilzwam
De kleine korstmostrilzwam (Tremella wirthii) is een korstmosparasiet behorend tot de familie Tremellaceae. Hij leeft op het thallus van de grijze spijkerdrager (Protoparmelia hypotremella) en de bruine spijkerdrager (Protoparmelia oleaginea).

## Kenmerken
Basidiomata zijn convex, kussenvormig, bleek tot donker grijsbruin, gelatineus, niet waxachtig en meten 0,15 tot 0,5 mm in diameter. Volgroeide basidia zijn subbolvormig tot ellipsoïde, 2-4-cellig, met longitudinaal septa en meten 18–24 × 12–18 µm. Basidiosporen zijn subbolvormig en meten 9–10,5 × 8–10 μm.

## Verspreiding
De kleine korstmostrilzwam is een Europese soort. In Nederland komt hij zeer zeldzaam voor.